# 篠崎彩奈
篠崎彩奈（日语：篠崎 彩奈，1996年1月8日—），日本女歌手，女子偶像團體AKB48前成員。埼玉縣出身，隸屬經紀公司為OMG。

## 經歷
2011年
- 9月24日、AKB48第13期研究生甄選合格。
- 12月8日、AKB486周年記念公演首次出場。

2013年
- 8月24日、昇格為Team 4成員。

2018年
- 参加《PRODUCE 48》，最終排名91。

2020年
- 1月3日，加入Sun Office（日语：サン・オフィス）事务所。

2021年
- 12月20日，加入OMG事务所。

2023年
- 11月2日，在「我的太陽」公演宣布畢業[2]。

2024年
- 2月10日，在AKB48劇場舉行畢業公演後正式離隊[3]。

## 交友關係
- 憧憬的前輩有小嶋陽菜及大島優子[1]。

## 參加曲目

### 單曲CD選拔
- “格子花紋”收录
  - 那一天的風鈴
- “UZA”收录
  - 朝向大人之路
- “永遠的壓力”收錄
  - 我們的Reason
- “So long!”收錄
  - 強大的花
- “再見自由式”收錄
  - LOVE修行
- “戀愛的幸運餅乾”收錄
  - 晴空咖啡
- “真心電流”收錄
  - 清純哲學
- “勇往直前”收錄
  - 秘密日記
- “希望無限”收錄
  - 睜大雙眼的初吻
- “Halloween Night”收錄
  - 只有你籠罩秋色
- “紅唇Be My Baby”收錄
  - 姐姐的自言自語
- “不需要翅膀”收錄
  - 哀愁小號手
- “感傷列車”收錄
  - 浪花的訊息
- “NO WAY MAN”收錄
  - 通往夢的程序
- “感謝失戀”收錄
  - 直到再見面的那天
- “一切都成Rumor”收錄
  - Black Jaguar
- “是前男友”收錄
  - 開始做吧
- “久違的Lip Gloss”收錄
  - Suger night
- “無論如何都喜歡你”收錄
  - 裝睡
- “如果不是偶像的話”收錄
  - In any way

## 外部連結
- 篠崎彩奈的X（前Twitter） （日語）
- 篠崎彩奈的Instagram帳戶 （日語）